# I've Been Expecting You
I've Been Expecting You släpptes den 26 oktober 1998 och är Robbie Williams andra album. Albumet sålde 10 x platina i Storbritannien. Albumets största hitsinglar är "Millennium" och "She's the One".

## Låtar
1. Strong - 04:58
2. No Regrets - 05:10
3. Millennium - 04:05
4. Phoenix From The Flames - 04:02
5. Win Some Lose Some - 04:18
6. Grace - 03:11
7. Jesus In A Camper Van - 03:38
8. Heaven From Here - 03:05
9. Karma Killer - 04:26
10. She's The One - 04:18
11. Man Machine - 03:34
12. These Dreams - 05:38